# John de Andrea
John de Andrea, né  le 24 novembre 1941 à Denver, Colorado. Premier sculpteur du groupe américain des photoréalistes ou hyperréalistes dans les années 1970. 

## Œuvre
Considéré comme l’un des membres les plus importants du mouvement Hyperréaliste américain qui se développe au début des années 70 à l’instar de Duane Hanson, Chuck Close ou encore Richard Estes, De Andrea trouve sa singularité de par son regard sur l’Histoire de l’Art et sa position de peintre tout autant que de sculpteur.
Quand John De Andrea obtient son diplôme en 1965, l’abstraction domine la scène artistique. Encore à l'université, il commence à travailler sur les techniques de moulage permettant de créer une sculpture hyperréaliste. Il intègre dès ses débuts la O.K. Harris Gallery à New York qui va défendre ce nouveau mouvement : le Photoréalisme ou Hyperréalisme, comprenant aussi Chuck Close, John Salt, Richard Estes, Ralph Goings, Robert Bechtel et Duane Hanson. Le mouvement prend rapidement son essor, et connaît une notoriété rapide. 
Le travail de John De Andrea fait partie de collections de musées prestigieux comme le Metropolitan Museum de New York, le Art Institue de Chicago, le Denvers Art Museum à Denver, le Ludwig Museum à Cologne en Allemagne ou encore le Centre Georges-Pompidou à Paris.
En juillet 2018, la galerie Georges-Philippe & Nathalie Vallois présente sa première exposition personnelle à Paris depuis près de trente ans. John De Andrea est représenté en France par la galerie Georges-Philippe & Nathalie Vallois. 

## Technique
Au début des années 1960, le moulage en prise directe est une technique tout à la fois oubliée et inexplorée. John De Andrea en quête du plus grand réalisme possible développe une méthode de moulage au silicone qui lui permet de capter plus précisément les détails. Il commence par des positifs en fibre de verre, puis en résine de polyvinyle et finalement en bronze. De Andrea utilise de prime abord la peinture automobile, pour passer à l’acrylique et enfin la peinture à l’huile.   
En effet, si chaque œuvre demande environ un millier d’heures de réalisation, c’est parce qu’au premier travail de moulage et de sculpture s’ajoute un travail minutieux à la peinture à l’huile, superposant des centaines de couches jusqu’à créer l’illusion de la vie et de la chair. 
Et pour accentuer ce paradigme, De Andrea s’attache à reproduire les poses et les thèmes les plus classiques de l’Histoire de l’Art, multipliant les références à l’Antiquité (du Galate mourant à Pygmalion en passant par la sculpture grecque du Ve siècle), à la Renaissance (les Vénus du Titien ou de Vélasquez) et jusqu’à la peinture française du XIXème (de Manet à Courbet et jusqu’à Cabanel)
Pour des raisons physiques et techniques, la production de John De Andrea est très faible. On estime l’ensemble de son oeuvre à environ 350 sculptures dont la plupart sont d’ores et déjà dans des musées et collections privées. 

## Expositions
- 2018 : Kunsthalle, Tübingen, Germany

National Gallery of Australia, Canberra, Australie
Lust Der Täuschung, Kunsthalle, Munich, DE
Galerie GP & N Vallois, Paris, FR
Like Life (Sculpture, color and the body), The Met Breuer, New York, US
A Luta Continua. The Sylvio Perlstein Collection, Hauser & Wirth, New York, US
People, Deitch Projects, New York, US
Hyperrealism: Sculpture, Kunsthal, Rotterdam, NL
- 2017 Gosh! Is It Alive?, Museum of Modern Art, Arken, DK

- 2016 Museo de Bellas Artes de Bilbao, Espagne

- 2016 Museo de Arte Contemporáneo de Monterrey, Mexique

- 2015 Starring Linda: A Trio of John DeAndrea Sculptures, Denver Art Museum, Denver, US

- 2013 Le Palais Encyclopédique (section curatée par Cindy Sherman), 55ème Biennale de Venise, Venise, IT

- 2011 Bernarducci. Meisel.Gallery, New York, US

- 2004 Bernarducci.Meisel.Gallery, New York, US

- 2001 Modernism, San Francisco ; CARon Judish Fine Arts, Denver, US

- 1999 7 Women 7 Years Later, Andrea Rosen Gallery, New York, US

3 Realist Sculptors: George Segal, Duane Hanson, John DeAndrea, Nassau County Museum of Art, Roslyn Harbor, US 
- 1998 O.K. Harris Works of Art, New York, US

- 1996 Denver Art Museum, Denver, US

- 1993 ACA Galleries, Munich, DE

- 1992 Images of Man: Figures of Contemporary Sculpture, The Isetan Museum of Art, Tokyo ; Daimura Museum, Osaka ; Hiroshima City Museum of Art, Hiroshima, JP

- 1989 Carlo Lamagna Gallery, New York, US

- 1988 Galerie Isy Brachot, Bruxelles, BE / Paris, FR

- 1985 O.K. Harris Works of Art, New York, US

Galerie Isy Brachot, Paris, FR
- 1984 Ten Years of Collecting at the MCA, The Museum of Contemporary Art, Chicago, US

Games of Deception: When Nothing is at it Appears, Artisan Space, The Fashion Institute of Technology, New York, US
- 1983 Faces Since The 50’s: A Generation of American Portraiture, Center Gallery, Bucknell University, Lewisburg, US

- 1979 Seven on the Figure, Pennsylvania Academy of the Fine Arts, Philadelphie, US

- 1978 B78, 33ème Biennale de Venise, Venise, IT

- 1977 No Thing But Nudes, The Whitney Museum of American Art, New York, US

Illusion and Reality, Australian National Gallery, Canberra, AU 
- 1976 O.K. Harris Works of Art, New York, US

Super Realism, Baltimore Museum of Art, Baltimore, US
Aspects of Realism, Rothman’s of Pall Mall, Stratford Art Gallery, Ontario ; Centennial Museum, Vancouver, CA 
- 1974 Hyperréalistes Americains / Réalistes Européens, Centre National d’Art Contemporain, Paris, FR (itinérance en Europe)

- 1973 Amenkansk Realism / Realism Now, Lunds Konsthall, Lunds, SE

Grands Maîtres Hyperréalistes Américains, Galerie des Quatre Mouvements, Paris, FR
- 1972 Documenta V, Cassel, DE

Sharp Focus Realism, Sidney Janis Gallery, New York, US
Recent Figurative Sculpture, Fogg Art Museum, Harvard University ; Art Institute, Chicago, US
Hyperréalistes Américains, Galerie des Quatre Mouvements, Paris, FR
- 1971 Biennale de Paris, Paris, FR

Radical Realism, Museum of Contemporary Art, Chicago, US
- 1970 Annual Exhibition, The Whitney Museum of American Art, New York, US

Radical Realism, The Museum of Contemporary Art, Chicago, US

## Citations
« Je me sentais très seul, isolé au Colorado. Je me sentais comme un aventurier un peu cinglé. Je n’avais ni soutien, ni rien », dit-il à Duncan Pollock. Il connaissait certes le travail de George Segal, qui usait des mêmes méthodes de surmoulage avec un résultat très différent, mais pas encore celui de Duane Hanson : « Quand j’ai vu les trucs de Hanson, je me suis dit “mon Dieu, il y a quelqu’un qui pense comme moi !” (…) La première fois que je l’ai rencontré, c’est comme si je rencontrais quelqu’un de très proche (…) Duane Hanson fait ce qu’il appelle “du sang et des tripes”, tandis que mon travail est plus classique. »
« Jusqu’où voulez-vous pousser la « vérité » de vos sculptures ? », « Je veux qu’elles respirent. »
« J’avais combiné la peinture et la sculpture et j’aimais ça jusqu’au jour où je me suis dit que c’était idiot. Pourquoi ne pas faire un vrai personnage ? ».